# Rally van China
De Rally van China, formeel China Rally Longyou, is het grootste rallyevenement van China.

## Geschiedenis
De eerste editie van de rally werd georganiseerd in 1997, onder observatie van de FIA als kandidatuur evenement voor het wereldkampioenschap rally. De rally kreeg voor het 1999 seizoen de WK-status, in een editie die onder regenachtige omstandigheden werd gewonnen door Toyota-rijder Didier Auriol. Wegens financiële problemen werd het evenement echter voor het seizoen 2000 vervangen door de Rally van Cyprus. Sindsdien heeft het geen terugkeer meer gemaakt in het WK. Daarentegen bleef het een ronde van het Azië-Pacific rallykampioenschap. In 2007 was het tevens een ronde van de Intercontinental Rally Challenge, al genoot het evenement in die vorm van weinig populariteit. "Force majeure because of government", was volgens de organisatie de reden dat de 2003 editie werd geannuleerd. De Australische rallyrijder Cody Crocker is met vier overwinningen recordhouder. 
De rally, nu met Peking als hoofdkwartier, was gepland terug te keren op een septemberdatum in het wereldkampioenschap in 2016, maar werd in de maand voorafgaand geannuleerd vanwege de hevige regenval en overstromingen in het gebied waar de rally zou plaatsvinden. Hun plaats op de kalender is voorlopig niet behouden gebleven.

## Lijst van winnaars
| Editie | Seizoen | Rijder             | Navigator          | Auto                       |                    |
| ------ | ------- | ------------------ | ------------------ | -------------------------- | ------------------ |
|        | 2016    | Rally geannuleerd. | Rally geannuleerd. | Rally geannuleerd.         | Rally geannuleerd. |
| 18     | 2015    | Pontus Tidemand    | Emil Axelsson      | Škoda Fabia R5             |                    |
| 17     | 2014    | Chris Atkinson     | Stéphane Prévot    | Volkswagen Golf SCRC       |                    |
| 16     | 2013    | Esapekka Lappi     | Janne Ferm         | Škoda Fabia S2000          |                    |
| 15     | 2012    | Alister McRae      | William Hayes      | Proton Satria Neo S2000    |                    |
| 14     | 2011    | Alister McRae      | William Hayes      | Proton Satria Neo S2000    |                    |
| 13     | 2010    | Yuya Sumiyama      | Naoki Kase         | Mitsubishi Lancer Evo X    |                    |
| 12     | 2009    | Cody Crocker       | Ben Atkinson       | Subaru Impreza STi         |                    |
| 11     | 2008    | Jarkko Miettinen   | Mikko Lukka        | Mitsubishi Lancer Evo IX   |                    |
| 10     | 2007    | Cody Crocker       | Ben Atkinson       | Subaru Impreza WRX STi     |                    |
| 9      | 2006    | Cody Crocker       | Ben Atkinson       | Subaru Impreza WRX STi     |                    |
| 8      | 2005    | Jussi Välimäki     | Mikko Markkula     | Mitsubishi Lancer Evo VIII |                    |
| 7      | 2004    | Katsuhiko Taguchi  | Mark Stacey        | Mitsubishi Lancer Evo VIII |                    |
|        | 2003    | Rally geannuleerd. | Rally geannuleerd. | Rally geannuleerd.         | Rally geannuleerd. |
| 6      | 2002    | Karamjit Singh     | Allen Oh           | Proton Pert                |                    |
| 5      | 2001    | Nico Caldarola     | Dario D'Esposito   | Mitsubishi Lancer Evo VI   |                    |
| 4      | 2000    | Possum Bourne      | Mark Stacey        | Subaru Impreza WRX         |                    |
| 3      | 1999    | Didier Auriol      | Denis Giraudet     | Toyota Corolla WRC         |                    |
| 2      | 1998    | Colin McRae        | Nicky Grist        | Subaru Impreza WRC97       |                    |
| 1      | 1997    | Colin McRae        | Nicky Grist        | Subaru Impreza WRC97       |                    |